# Авеньйо-Гордевіо
Авеньйо-Гордевіо (італ. Avegno Gordevio) — громада  в Швейцарії в кантоні Тічино, округ Валлемаджа.

## Географія
Громада розташована на відстані близько 130 км на південний схід від Берна, 22 км на захід від Беллінцони.
Авеньйо-Гордевіо має площу 27,3 км², з яких на 3,7% дозволяється будівництво (житлове та будівництво доріг), 9,2% використовуються в сільськогосподарських цілях, 66,4% зайнято лісами, 20,7% не є продуктивними (річки, льодовики або гори).

## Демографія
2019 року в громаді мешкало 1512 осіб (+10,2% порівняно з 2010 роком), іноземців було 9,5%. Густота населення становила 55 осіб/км².
За віковим діапазоном населення розподілялося таким чином: 21,3% — особи молодші 20 років, 58,6% — особи у віці 20—64 років, 20,1% — особи у віці 65 років та старші. Було 616 помешкань (у середньому 2,4 особи в помешканні).
Із загальної кількості 441 працюючого 15 було зайнятих в первинному секторі, 110 — в обробній промисловості, 316 — в галузі послуг.